# Chiloschista usneoides
Chiloschista usneoides és una espècie d'orquídia nadiua d'Àsia on es distribueix de l'Himàlaia a Malàisia.

## Descripció
És una orquídia epífita petita, sense fulles, que es troba a l'Himàlaia occidental i oriental, a Nepal, Bhutan, Sikkim i Tailàndia en elevacions de 1.600 a 1.700 m, quasi sense fulles, que prefereix el clima càlid, epífita o litòfita amb moltes llargues i retorçades arrels i flors. Floreix a l'estiu en una erecta inflorescència, pubescent,, de 5.5 a 11 cm de llarg, en forma de ram amb unes poques flors fragants.

## Taxonomia
Chiloschista usneoides fou descrita per (D.Do) Lindl. i publicada en Edwards's Botanical Register, 18: sub t. 1522. 1832.
Etimologia

Chiloschista: nom genèric que prové de les paraules gregues cheilos = 'llavis' i schistos = 'dividits, partits', la qual cosa indica una profunda esquerda al llavi de la flor.
usneoides: epítet.
Sinonímia

- Epidendrum usneoides D.Do basiònim
- Sarcochilus usneoides (D.Do) Rchb.f.
- Thrixspermum usneoides (D.Do) Rchb.f[4]